# Bitwa pod Horbulewem

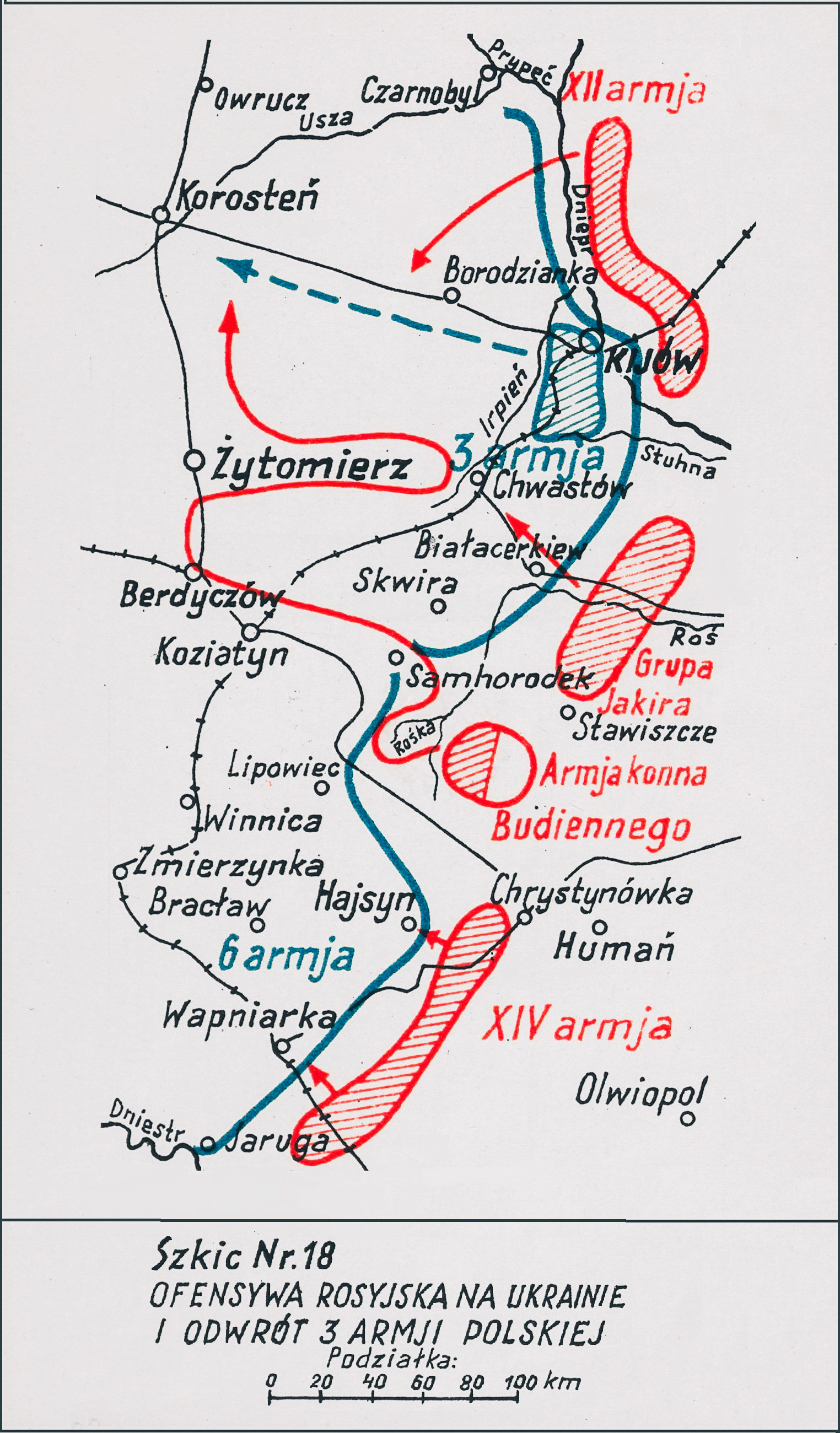
Adam Przybylski,
Wojna polska 1918–1921

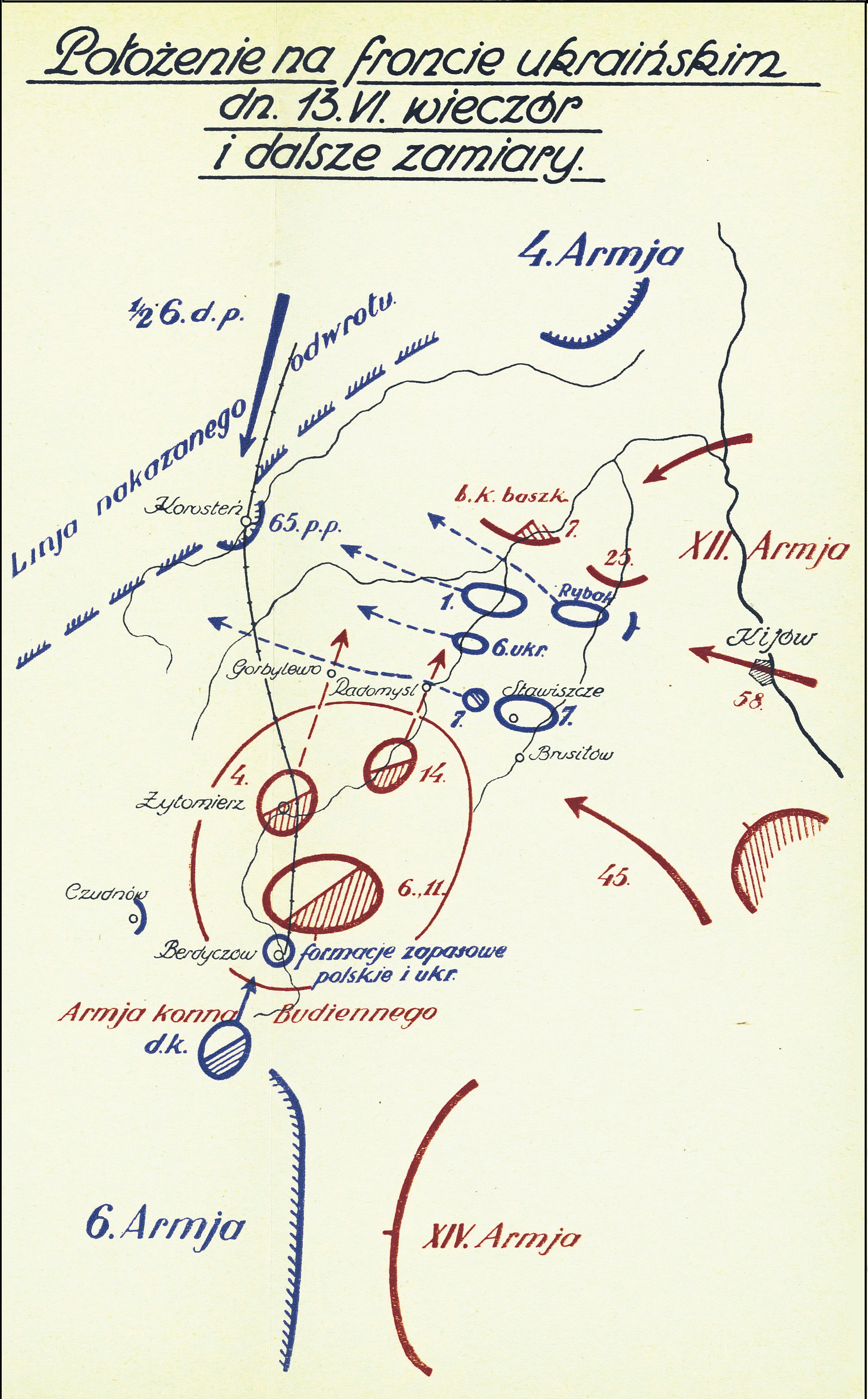
Gen. Tadeusz Kutrzeba
Wyprawa kijowska 1920 roku

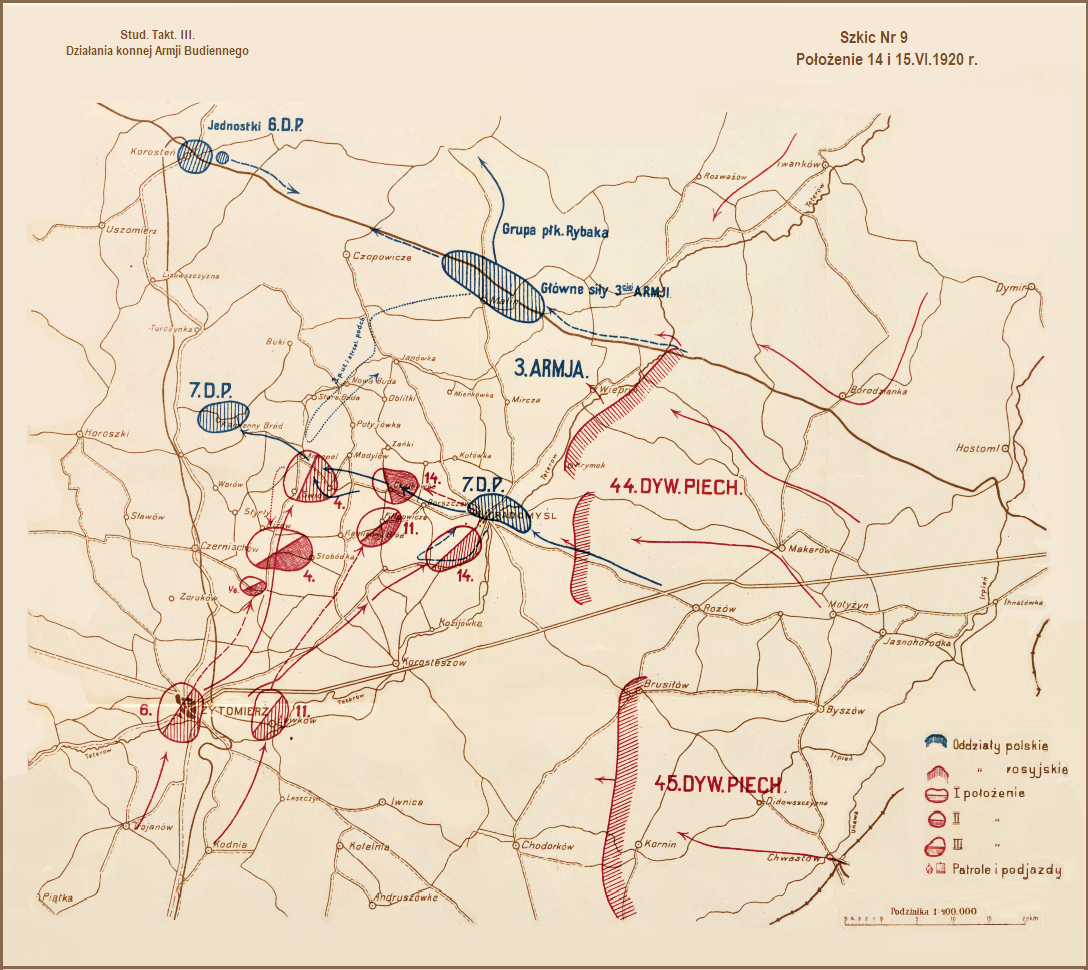
Mieczysław Biernacki,
Działania armji konnej Budiennego w kampanji polsko-rosyjskiej 1920 r.

Bitwa pod Horbulewem – walki polskiej 7 Dywizji Piechoty z sowiecką 4 Dywizją Kawalerii Dmitrija Korotczajewa toczone w okresie ofensywy Frontu Południowo-Zachodniego w czasie wojny polsko-bolszewickiej.

## Sytuacja ogólna
Po spektakularnym sukcesie wojsk polskich na Ukrainie i zajęciu 7 maja 1920 Kijowa, front ustabilizował się na linii od Prypeci, wzdłuż Dniepru, przez Białą Cerkiew, Skwyrę, Lipowiec, Bracław, Wapniarkę do Jarugi nad Dniestrem.
Armia Czerwona wykorzystała zastój na reorganizację sił i przygotowanie ofensywy. W rejon działań przybyła 1 Armia Konna Siemiona Budionnego. 26 maja rozpoczęła się sowiecka ofensywa na Ukrainie, a już 5 czerwca trzy dywizje sowieckiej 1 Armii Konnej przełamały trwale polski front na odcinku obrony grupy gen. Jana Sawickiego.
Sowiecki plan kontrofensywy na Ukrainie przewidywał odcięcie odwrotu polskiej 3 Armii gen. Edwarda Rydza-Śmigłego zgrupowanej w rejonie Kijowa poprzez opanowanie Korostenia siłami 12 Armii, oraz Koziatyna i Żytomierza przez 1 Armię Konną Siemiona Budionnego.

## Walczące wojska
| Jednostka             | Dowódca                    | Ugrupowanie              |
| Wojsko Polskie        |                            |                          |
| 7 Dywizja Piechoty    | płk Karol Schubert         | 3 Armia                  |
| XIII Brygada Piechoty | płk Michał Zienkiewicz     | kolumna północna         |
| XIV Brygada Piechoty  | gen. Eugeniusz Pogorzelski | kolumna środkowa         |
| ⇒ 26 pułk piechoty    | płk Emanuel Hermann        |                          |
| → I/26 pułku piechoty | kpt. Wiktor Eichler        | szpica kolumny płn       |
| ⇒ 27 pułk piechoty    | ppłk Tadeusz Świderski     |                          |
| 7 Brygada Jazdy       | gen. Aleksander Romanowicz | kolumna południowa       |
| baterie 7 pap         |                            |                          |
| Armia Czerwona        |                            |                          |
| 4 Dywizja Kawalerii   | Dmitrij Korotczajew        | gr. Klementa Woroszyłowa |
| 14 Dywizja Kawalerii  | Aleksandr Parchomienko     | gr. Klementa Woroszyłowa |
| brygada 6 DK          |                            | odwód 1 Armii Konnej     |
| dwie brygady 11 DK    |                            | odwód 1 Armii Konnej     |

## Walki pod Horbulewem
11 i 12 czerwca główne siły 3 Armii gen. Śmigłego-Rydza przebiły się przez pierścień okrążenia pod Borodzianką i kontynuowały marsz odwrotowy za Uszę szosą kijowską, wzdłuż linii kolejowej Kijów – Korosteń.
Grupa płk. Karola Schuberta w składzie 7 Dywizja Piechoty i 7 Brygada Jazdy  gen. Aleksandra Romanowicza ubezpieczała kolumny 3 Armii od południa i maszerowała nad Uszę przez Radomyśl.
Sowieci zdecydowali się zatrzymać polską armię pod Korosteniem. W tym celu skierowano tam grupę wojsk w składzie 4. i 14 Dywizji Kawalerii pod wspólnym dowództwem Klementa Woroszyłowa z zadaniem opanowania węzła kolejowego Korosteń i ostatecznego rozbicia polskiej 3 Armii.
14 czerwca grupa Woroszyłowa ruszyła w kierunku Korostenia. Jego dywizje maszerowały oddzielnie bez łączności między sobą, a odległość między kolumnami dochodziła do 25 kilometrów.
14 Dywizja Kawalerii kierowała się na Starosielce i późnym wieczorem podeszła pod niebroniony przez Polaków Radomyśl. Wcześniej walczyła z sukcesami z idącymi w straży przedniej polskimi 17 pułkiem ułanów i 4 pułkiem strzelców podhalańskich.
4 Dywizja Kawalerii maszerowała na Ośnikii Annopol i  wieczorem trzema brygadami osiągnęła rejon Torczyn – Horbulew – Annopol i tu zatrzymała się na nocleg. W tym czasie polskie 7 Dywizja Piechoty i 7 Brygada Jazdy maszerowały przez Borszczów i Czajkówkę na Horbulew. Ze względu na obecność w tym rejonie kawalerii sowieckiej, dowódca grupy zdecydował się na działania nocne. Około 20.00 oddziały polskie opuściły rejon Radomyśla ugrupowane w trzy kolumny. Kolumnę południową tworzyła 7 BJ gen. Romanowicza, północną XIII Brygada Piechoty płk. Michała Zienkiewicza, środkową XIV Brygada Piechoty gen. Eugeniusza Pogorzelskiego.
Patrole idącego na czele kolumny środkowej 27 pułku piechoty ppłk. Tadeusza Świderskiego wykryły w Torczynie  znaczne siły nieprzyjacielskiej kawalerii. Dowódca pułku postanowił uderzyć na miejscowość z trzech stron. Zaskoczony przeciwnik wycofał się w nieładzie pozostawiając w rękach Polaków tabory, dywizyjny szpital polowy i sztab administracyjny. Niemal równocześnie idący na czele kolumny północnej II batalion 26 pułku piechoty kpt. Wiktora Eichlera opanował Horbulew.
Po uporządkowaniu szyków sowiecka kawaleria rozpoczęła serię kontrataków. Załamały je rozwinięte w pozycji obronnej bataliony 26 pułku piechoty.
O 8.00 Woroszyłow wprowadził do walki przybyłą z Annopola 3 Brygadę Kawalerii Czebotariewa.
Uderzyła ona na skrzydło i tyły 26 pułku piechoty i opanowała część Horbulewa. W krytycznym momencie do obrony miejscowości włączyli się taboryci, woźnice i kucharze dowodzeni przez oficerów administracyjnych pułku. Walkę wsparły dwie baterie 7 pułku artylerii polowej, które ogniem na wprost zatrzymały kawalerię, a następnie zmusiły do milczenia sowieckie baterie. Precyzyjne strzelanie artylerii wywołało owacje wśród piechurów, a 9. i 11 kompania samorzutnie przeszły do kontrataku i odzyskały część wsi.  Około 10.00  nieprzyjaciel zaczął wycofywać się, a w ślad za nim ruszyły bataliony 26 i 27 pp i odzyskały Annopol i Świdę.
Sytuację próbował ratować dowódca 1 Armii Konnej Siemion Budionny. Skierował on w rejon walk jedną brygadę 6 Dywizji Kawalerii, a następnie dwie brygady z 11 Dywizji Kawalerii. Z pomocą spod Radomyśla śpieszyła też 14 Dywizja Kawalerii. Sowieckie oddziały nie zdążyły jednak na pole bitwy.

## Bilans walk
Zwycięstwo 7 Dywizji Piechoty pod Horbulewem opóźniło o dwa dni marsz 1 Armii Konnej na Korosteń. Budionny nie zdołał wyprzedzić cofającej się spod Kijowa 3 Armii gen. Edwarda Rydza-Śmigłego. Dowództwo Armii Czerwonej utraciło ostatnią szansę otoczenia polskiej armii. Winą za taki stan rzeczy obarczano Klimenta Woroszyłowa, który nie potrafił zorganizować współdziałania obu powierzonych mu pod rozkazy dywizji kawalerii.
16 czerwca, już bez nacisku ze strony nieprzyjaciela, polska 3 Armia dotarła do Uszy i zajęła  wyznaczone jej pozycje obronne. Straty polskie to około 70 poległych i rannych, sowieckie to kilkuset poległych, rannych i jeńców, dwa działa, szpital polowy i większość dywizyjnych taborów. W ręce Polaków wpadł też sztandar sowieckiej brygady.
Dzień 15 czerwca był do 1939 świętem 27 pułku piechoty i 4 pułku artylerii ciężkiej.
- Na prawym ramieniu krzyża kawalerskiego sztandaru 4 pułku artylerii ciężkiej znajduje się wyhaftowana nazwa i data bitwy „Horbulew 15.VI.l920”[26].